# بطولة العالم للدراجات على المضمار 2006
بطولة العالم للدراجات على المضمار 2006 هي الدورة ال103 من بطولة العالم للدراجات على المضمار، أجريت في بوردو، فرنسا.

## النتائج النهائية
| المسابقة                                      | ذهبية                                                                    | فضية                                                                         | برونزية                                                                                |
| --------------------------------------------- | ------------------------------------------------------------------------ | ---------------------------------------------------------------------------- | -------------------------------------------------------------------------------------- |
| الرجال                                        |                                                                          |                                                                              |                                                                                        |
| السرعة الفردية                                | ثيو بوس (NED)                                                            | كريغ ماكلين (GBR)                                                            | Stefan Nimke (GER)                                                                     |
| سباق الكيلو متر ضد الساعة                     | كريس هوي (GBR)                                                           | بن كرستن (AUS)                                                               | François Pervis (FRA)                                                                  |
| سباق المطاردة الفردية                         | روبرت برتكو (ألمانيا)                                                    | ينس موريس (هولندا)                                                           | بول مانينغ (دراج) (المملكة المتحدة)                                                    |
| سباق المطاردة الفرقية                         | بيتر داوسون (دراج) · ماثيو جوس · مارك جاميسون · ستيفن ولدريدج · أستراليا | جيرانت توماس · بول مانينغ (دراج) · روب هيلس · ستيف كامينغز · بريطانيا العظمى | Volodymyr Dyudya · رومان كونونينكو · Maksym Polyshchuk · Lyubomyr Polatayko · أوكرانيا |
| سباق الخدش - السكراتش                         | جيروم نوفيل (FRA)                                                        | أنخيل كولا (ARG)                                                             | Ioannis Tamouridis (GRE)                                                               |
| السرعة الفردية للفرق                          | غريغوري باودج · ميكائيل بورجين · أرنو تورنانت · فرنسا                    | كريس هوي · جيمي ستاف · جيسون كويلي · بريطانيا العظمى                         | ريان بايلي · شين كيلي · شين بيركنز · أستراليا                                          |
| السرعة الفردية بالترادف (بالإنجليزية: tandem)‏ |                                                                          |                                                                              |                                                                                        |
| السباق الأمريكي (ماديسون)                     | إسحاق غالفيث · جوان يانيراس · إسبانيا                                    | Lyubomyr Polatayko · Volodymyr Rybin · أوكرانيا                              | Juan Esteban Curuchet · والتر بيريز (الدراج) · الأرجنتين                               |
| سباق مطاردة الدراجة النارية للهواة            |                                                                          |                                                                              |                                                                                        |
| سباق مطاردة الدراجة النارية للمحترفين         |                                                                          |                                                                              |                                                                                        |
| الكيرين                                       | ثيو بوس (NED)                                                            | José Antonio Escuredo (ESP)                                                  | أرنو تورنانت (FRA)                                                                     |
| سباق النقاط                                   | بيتر تشيب (NED)                                                          | Rafal Ratajczyk (POL)                                                        | فاسيل كريانكا (BLR)                                                                    |
| سباق الأومنيوم                                |                                                                          |                                                                              |                                                                                        |
| السيدات                                       |                                                                          |                                                                              |                                                                                        |
| السرعة الفردية                                | ناتاليا تسيلينسكايا (BLR)                                                | فيكتوريا بندلتون (GBR)                                                       | قوه شوانغ (CHN)                                                                        |
| سباق 500 متر ضد الساعة                        | ناتاليا تسيلينسكايا (5) (BLR)                                            | آنا مارس (AUS)                                                               | ليساندرا غيرا (CUB)                                                                    |
| سباق المطاردة الفردية                         | سارة همر (USA)                                                           | أولغا سليوساريفا (RUS)                                                       | كاتي ماكتير (AUS)                                                                      |
| سباق المطاردة الفرقية                         |                                                                          |                                                                              |                                                                                        |
| سباق الخدش - السكراتش                         | ماريا لويزا كالي (COL)                                                   | جينا جراين (CAN)                                                             | أولغا سليوساريفا (RUS)                                                                 |
| السرعة الفردية للفرق                          |                                                                          |                                                                              |                                                                                        |
| الكيرين                                       | Christin Muche (GER)                                                     | كلارا سانشيز (دراج) (FRA)                                                    | قوه شوانغ (CHN)                                                                        |
| سباق النقاط                                   | فيرا كارارا (ITA)                                                        | أولغا سليوساريفا (RUS)                                                       | كاثرين بيتس (AUS)                                                                      |
| سباق الأومنيوم                                |                                                                          |                                                                              |                                                                                        |